# Eidos Interactive
Eidos Interactive foi uma desenvolvedora de jogos eletrônicos e editora fundada em 1990 com sede em Londres no Reino Unido. De 2009 até 2022 fazia parte da Square Enix Europe. A inspiração do nome vem de Eidos, nome dado por Aristóteles ao que mais tarde viria a ser descoberto como o código genético, os blocos de construção da vida.
A lista de jogos pode incluir Tomb Raider, Hitman, Commandos, Supreme Commander, Deus Ex, Legacy of Kain, Thief, TimeSplitters, Kane e Lynch, Dungeon Siege III e Fear Effect. A empresa mantém escritórios em todo o mundo, incluindo os Estados Unidos, Canadá, Alemanha, França, Austrália e Japão. Eidos tornou-se oficialmente parte da Square Enix, em 22 de abril de 2009 até 6 de Maio de 2022.

## Venda
De acordo com site Tudocelular.com "a Square Enix diz que não usará venda da Crystal Dynamics e Eidos para investir em NFT e Blockchain
No início de maio, a Square Enix anunciou a venda dos estúdios Crystal Dynamics e Eidos para o Embracer Group, retendo apenas pouquíssimas franquias de sua divisão ocidental, como é o caso de Just Cause."

## Ver Também
- Pyro Studios